# شیرین‌سو
شیرین‌سو شهری در استان همدان درغرب ایران است ومرکز بخش شیرین‌سو شهرستان کبودراهنگ است.

## جمعیت
بر پایه سرشماری عمومی نفوس و مسکن در سال ۱۳۹۵ جمعیت آن ۵٬۰۶۰ نفر (۷۸۵ خانوار) بوده‌است.

### زبان
مردم شهر شیرین‌سو به زبان ترکی آذربایجانی صحبت می‌کنند.